# Nagiella
Nagiella là một chi bướm đêm thuộc họ Crambidae.